# Рёлль, Фриц
Фриц Рёлль (нем. Fritz Röll; 16 марта 1879, Кальтеннордхайм — 1 августа 1956, Берлин) — немецкий скульптор.

## Биография
Фриц Рёлль изучал живопись и ваяние в 1896—1900 годах в нюрнбергской Академии изящных искусств, затем был помощником скульпторов Густава Эберлейна и Иоганнеса Гётца. В 1902—1910 годы продолжил обучение в Высшей академической школе искусств в Берлине, в классах Герхарда Яненша, Эрнста Гертера и Петера Бройера. В значительной степени находился под творческим влиянием Адольфа фон Гильдебранда. В 1909 году скульптор завоёвывает «Больбшую государственную пермию» Прусской академии художеств. В 1911—1914 годах он живёт и работает в Риме, с октября 1912 — на «Вилле Массимо» (получал частную стипендию от Эдуарда Арнольда). Художник жил преимущественно в Берлине, где с 1919 года у него была своя мастерская. В 1934 он руководит как директор проводившейся тогда «Большой берлинской художественной выставкой». В 1935 Рёлль покупает рабочую мастерскую Августа Гауля. В годы правления в Германии национал-социалистов творчество скульптора оставалось недооценённым.
Ф.Рёлль работал с камнем, деревом и бронзой. Особенно интересны его бюсты-портреты, а также пластика малой формы, в первую очередь скульптурки животных. Был участником многочисленных германских и международных художественных выставок — Больших берлинских (1901, 1902, 1904, и с 1906 по 1942 год), Берлинский сецессион (1920 и 1926), Берлинской академии (1924—1941), Мюнхенской академии (1904, 1907, 1908, 1911, 1912, 1925, 1930,1932, 1935, 1936, и с 1937 по 1941), выставок в Кёнигсберге (1925), Рио-де-Жанейро и Эссене (1928), в Дюссельдорфе (1928 — серебряная медаль и 1933), в Вене (1909, 1932 — почётная медаль, 1940), в Риме (1912, 1913), в Хельсинки (1936), Варшаве (1938), Загребе и Братиславе (1942).

## Галерея

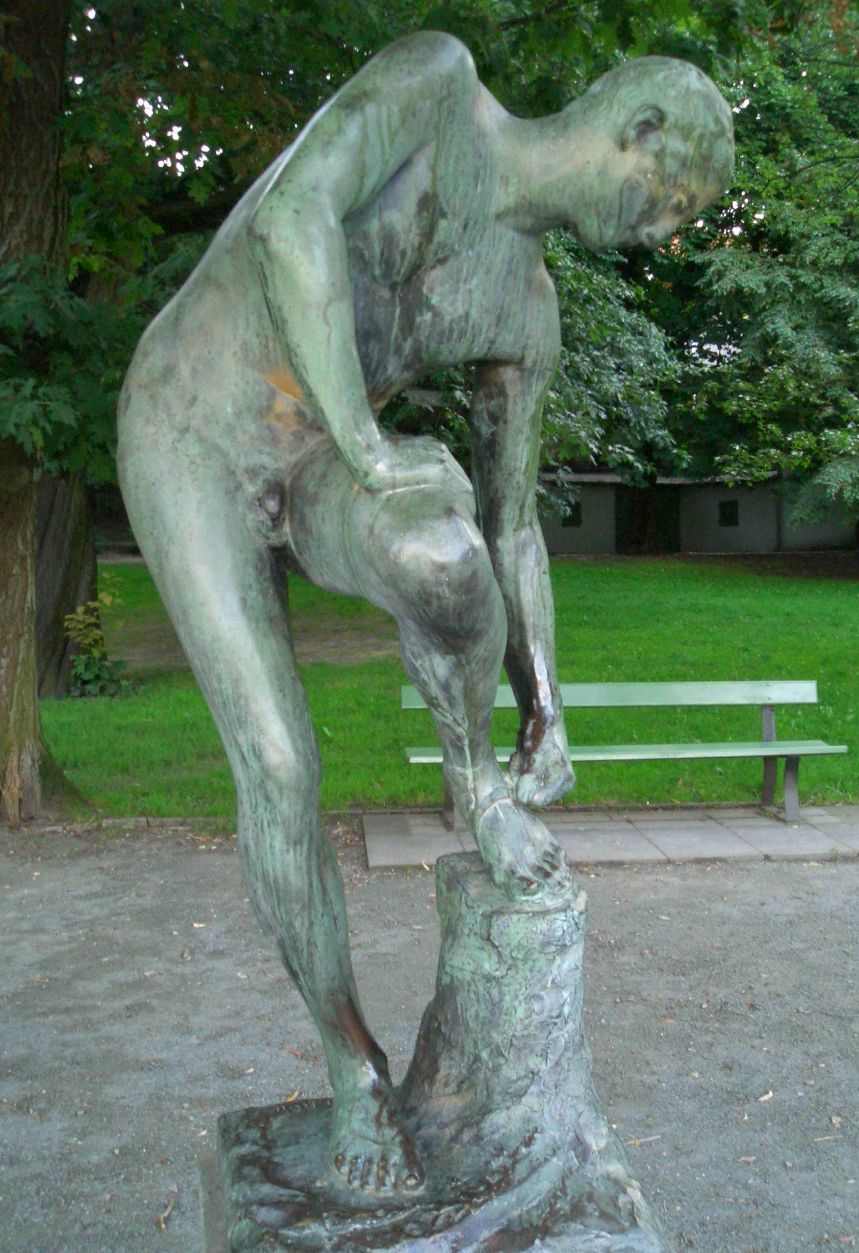
Завязывающий сандалии (1909)
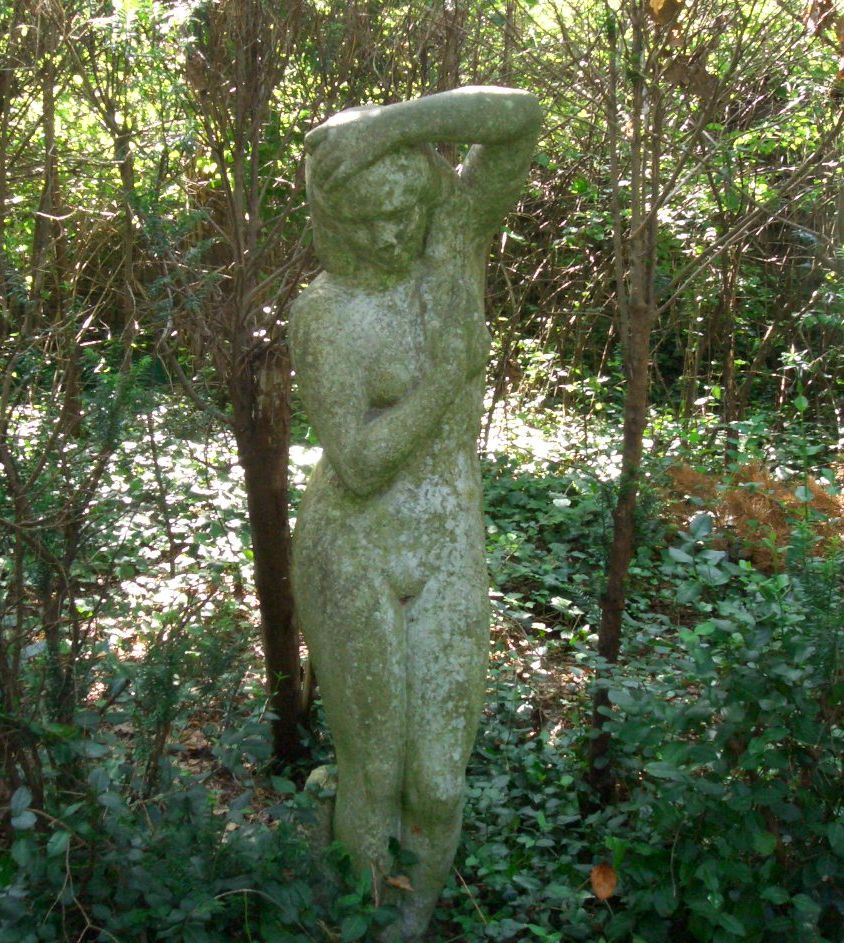
Каменная девушка (1913)
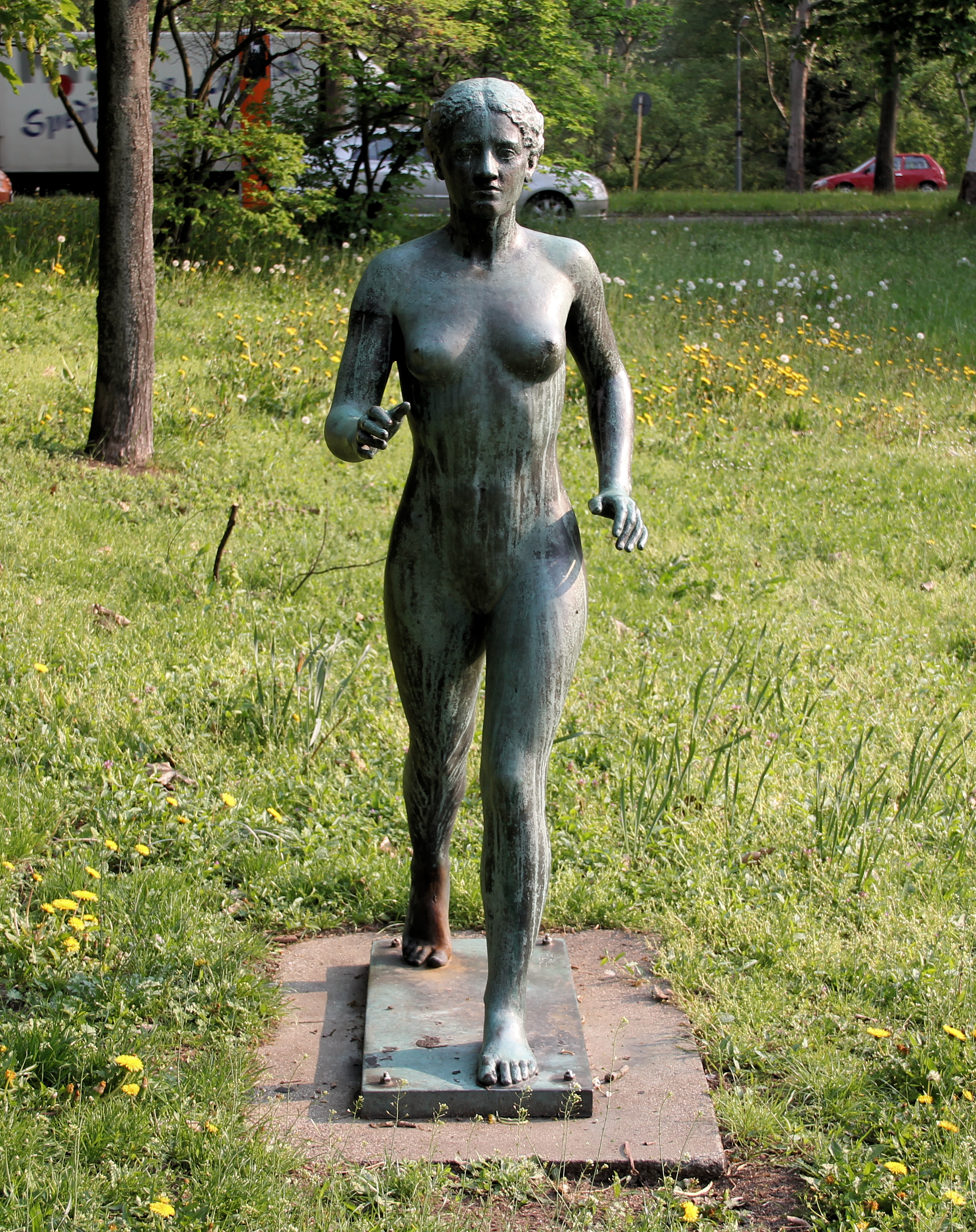
Шагающая девочка, Берлин (1932)
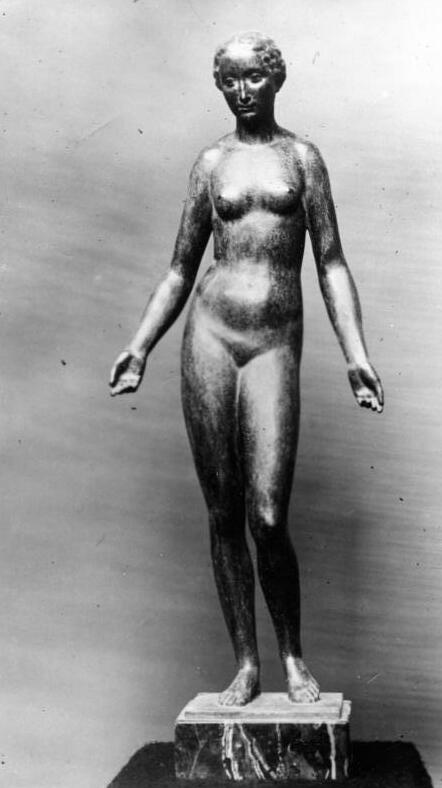
Скромность и красота (1926)
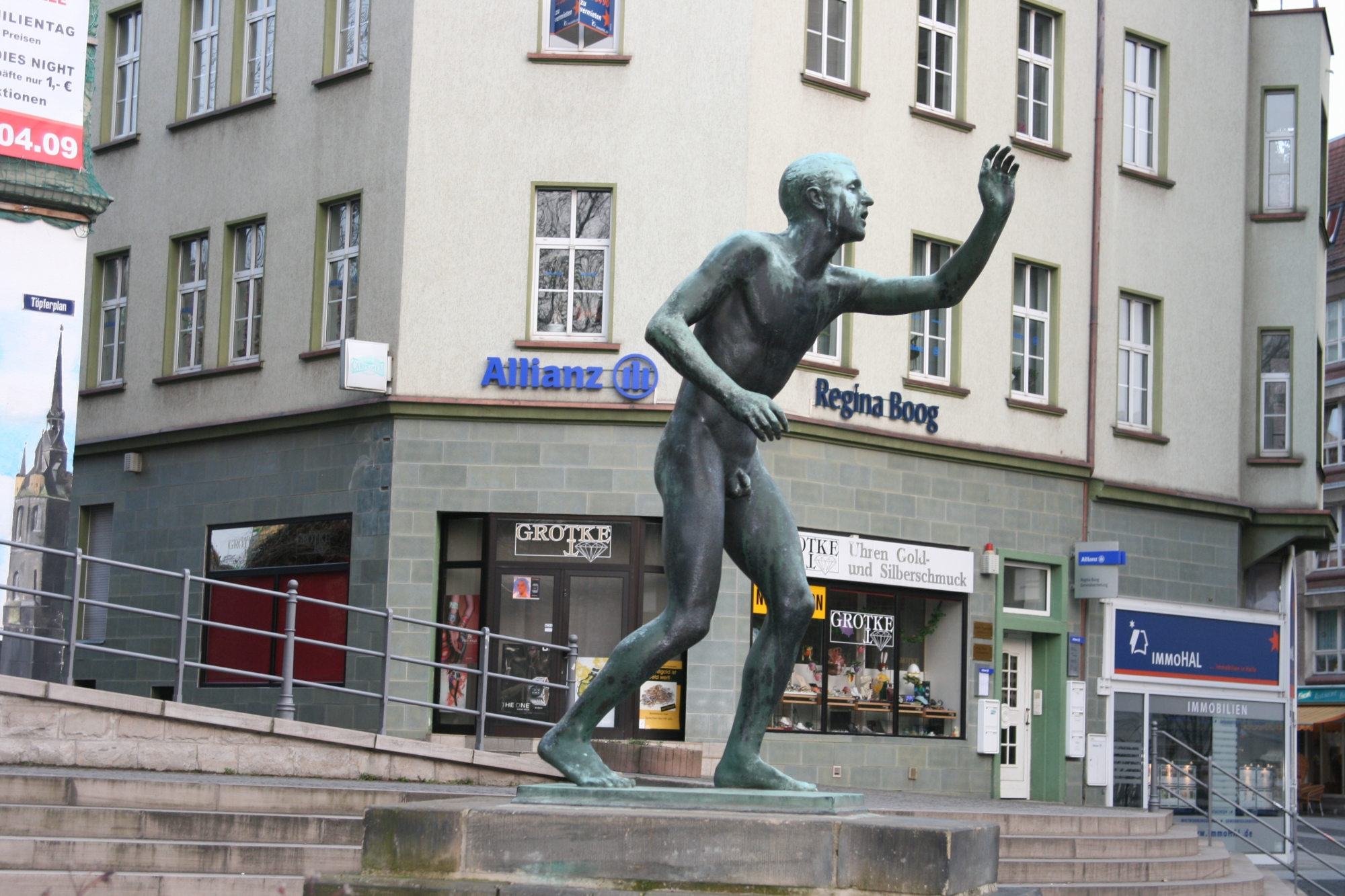
Бегун на финише, Галле (1927)